# Joachim Frenzel

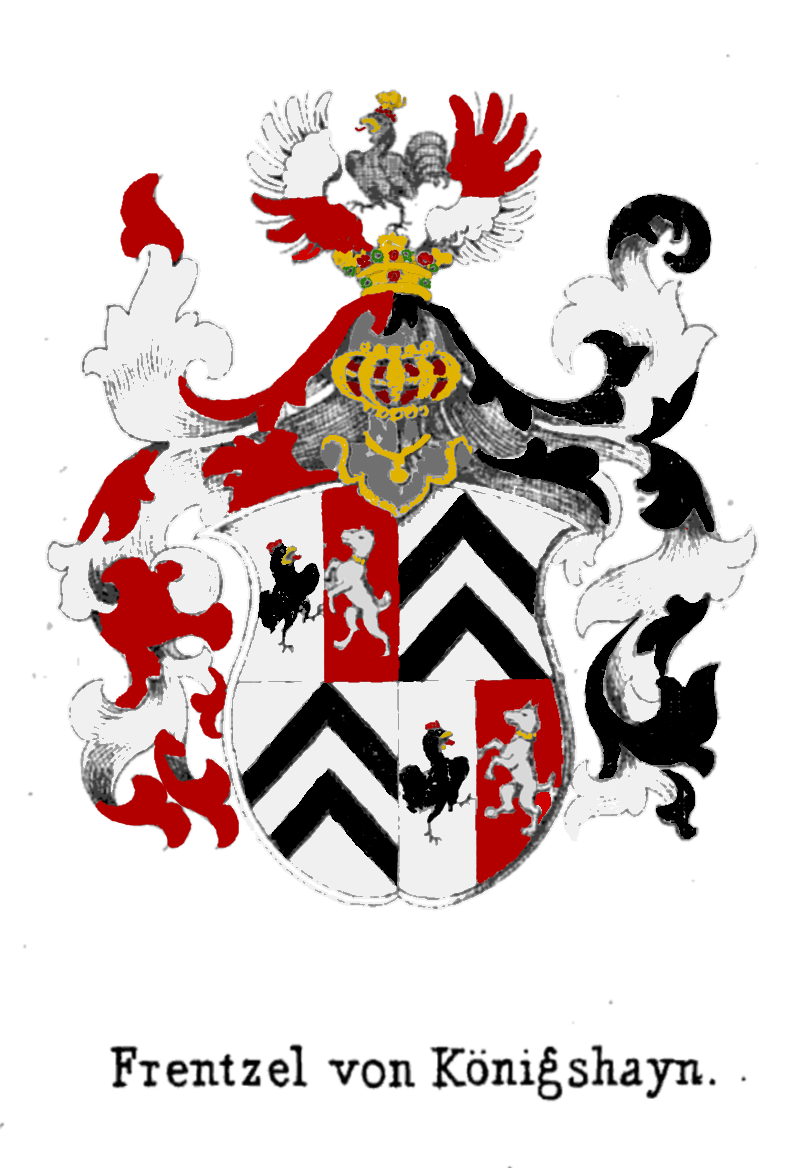
Eingefärbtes Wappen Frentzel von Königshayn und Liebenstein nach Schwarz-weiß-Vorlage und Blasonierung im Band 2 (1846) des Allgemeinen Wappenbuchs von Leonhard Dorst

Joachim Frenzel (* 24. Juli 1515; † 13. Februar 1565; seit 1544 Joachim Frenzel zu Königshain und Liebenstein, auch Joachim Frentzel von Königshayn) war der zweite Sohn Hans Frenzels des Reichen und Grundherr. 1531 stiftete er die väterliche Annenkapelle der Stadt Görlitz. Im Jahr 1544 wurde er geadelt und von 1540 bis 1556 ließ er in Königshain das Renaissanceschloss erbauen.

## Biographie
Joachim entstammte der ursprünglich aus Zittau stammenden Familie Morgensohn, die seit Joachims Vater Hans den Namen Frenzel trägt. Er wurde am Abend St. Jakobi des Jahres 1515 von Anna (geb. Tilicke) und Hans Frenzel geboren. Sein jüngerer Bruder Johannes (* 21. Dezember 1517) starb vermutlich im Kindesalter, wie schon sein gleichnamiger älterer Bruder Johannes (* 13. Februar 1512) 18 Tage nach Geburt verstorben war. Valentin Ritter war Joachims Cousin zweiten Grades.
Der mit Joachim seit 1522 verschwägerte Franz Schneider wirkte für den noch minderjährigen Joachim, nachdem dessen Vater verstorben war, als Vormund.
1525 wurden die römischen Messen in allen Kirchen abgeschafft, so auch in der Annenkapelle, was Joachim die Möglichkeit nahm, sich dafür zu engagieren. Sein Vater Hans, der die Kirche erbauen ließ, starb im Jahr 1526, als Joachim 11 Jahre alt war.
Am 29. September 1530 „überwies“ er das „große Dorf Friedersdorf a. d. Landeskrone dem Hospitale unserer lieben Frauen“ (das Hospital befand sich gegenüber der Frauenkirche) und folgte damit dem Rat seiner Großmutter Anna. Nach einer älteren Darstellung ging diese Stiftung bzw. dieses Vermächtnis vom Testament Joachims Mutter aus, gemäß ihrem Sterbedatum aber zu einem späteren Zeitpunkt. Das Spital hatte Georg Emmerich, der Konkurrent Joachims Vaters, im Jahr 1489 erbauen lassen.

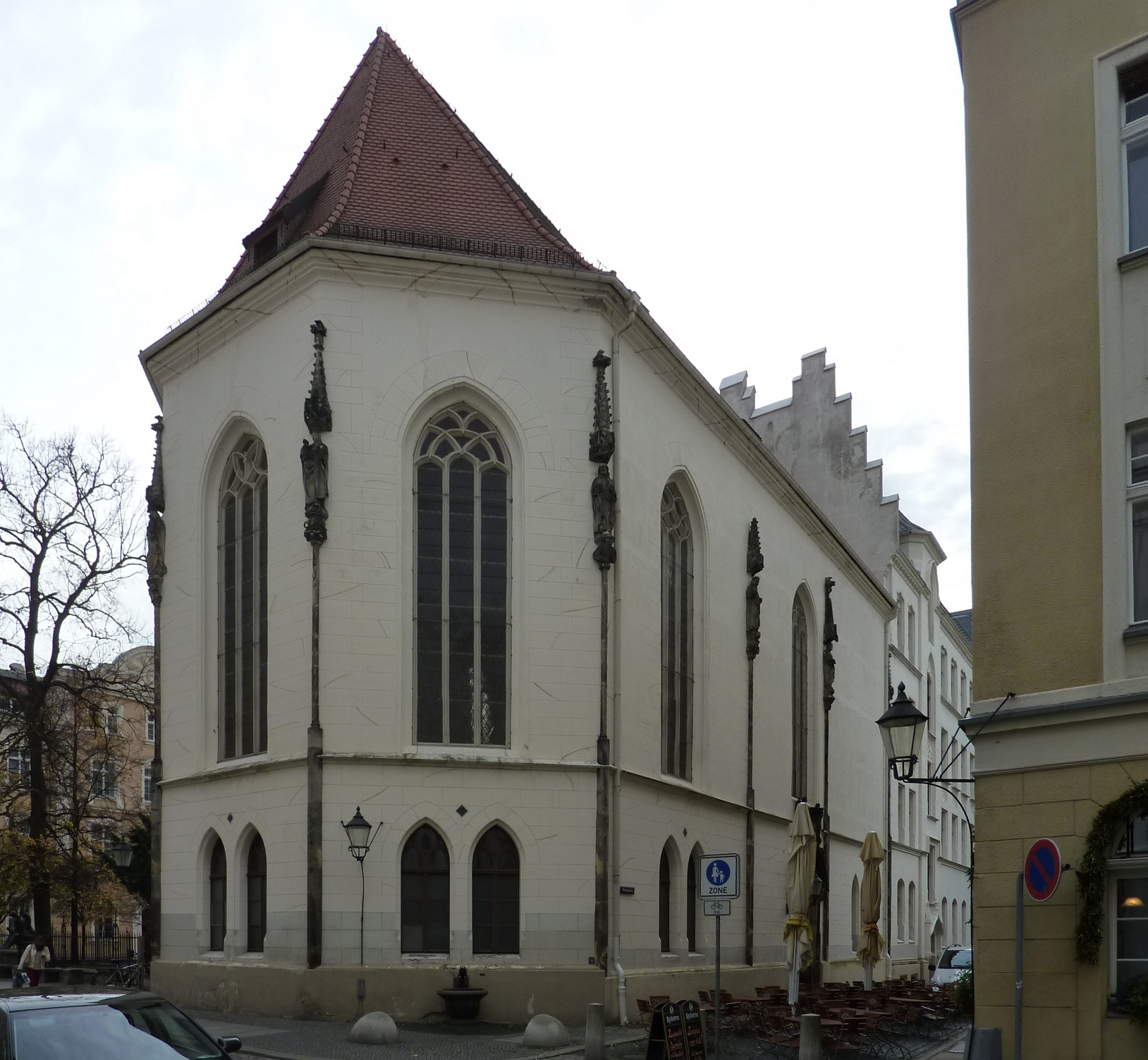
Annenkapelle, Ansicht aus Nordost

Joachims Mutter Anna starb 1531. Im gleichen Jahr stiftete er die väterliche Annenkapelle der Stadt, eine Stiftung, an die Georg Emmerich mit seinen Stiftungen nicht herankam.
Im Mai 1538, beim Einzug Kaiser Ferdinands in Görlitz, erschien Joachim mit zwölf Pferden und saß dabei (auf einem dreizehnten Pferd) „auf einem Zelte in lederfarbenem Atlas hoch mit Samt verbrämt.“
Joachim heiratete Anna Schneider, Tochter des adligen Görlitzer Bürgermeisters Franz Schneider, der in der Vergangenheit Joachims Vormund war. Gemessen am frühesten überlieferten Hochzeitsjahr eines seiner Kinder, dem Jahr 1559, heiratete Joachim Anna ungefähr im Jahr 1540. 1540 gab er auch den Auftrag für das Renaissanceschloss in Königshain.
1544 wurde Joachim „wegen treuer Dienste“ motu proprio von Kaiser Karl V. geadelt. Er nannte sich Joachim Frenzel zu Königshain und Liebenstein und erhielt gleichzeitig auch eine Wappenbesserung. Im Jahr 1547, im Verlauf des Pönfalls, als sein Schwiegervater Franz Schneider und Michael Schmidt Strafgeld für die Freilassung dutzender Gefangener in Prag eintrieben, soll Frenzel zu den „Vermögendsten“ Görlitzern gezählt haben, die insbesondere überhaupt kein Geld beitrugen. 1555 oder 1556 berief er Balthasar Dietrich zum ersten evangelischen Pfarrer in Königshain.

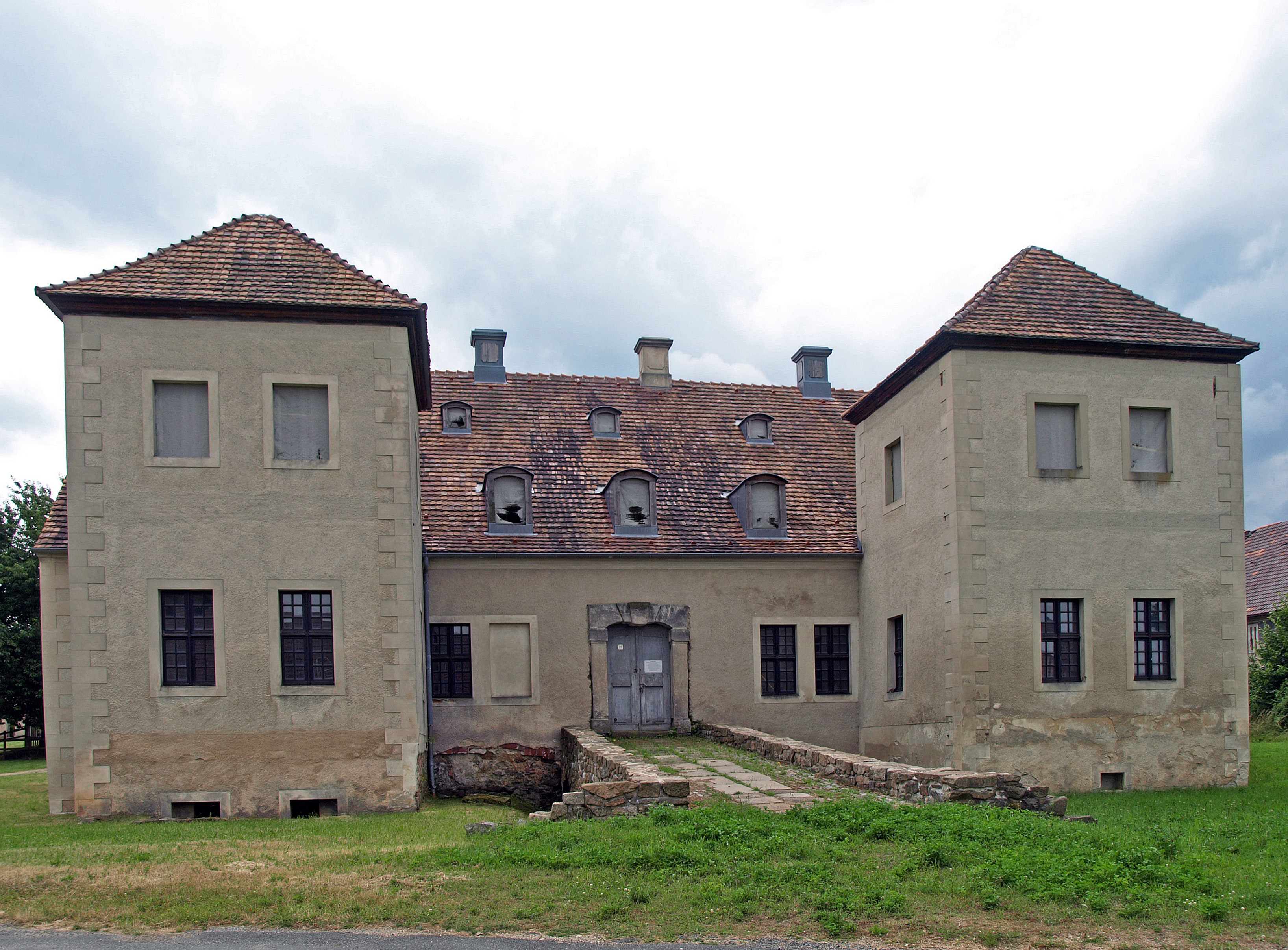
Renaissanceschloss Königshain

Am 22. Juni 1556, im Jahr der Fertigstellung des Renaissanceschlosses, bekam Joachim von König Ferdinand aus sonderlichen Gnaden alle Güter, die er schon vor dem Pönfall besaß, als freies Allodgut erteilt. Eine Allodifizierung hatte es in der Oberlausitz zuvor noch nicht gegeben. Auf dem nächsten von Ferdinand einberufenen Reichstag zu Regensburg Anfang 1557 versuchten die Vertreter der Sechsstädte, darunter Franz Lindner für Görlitz, eine Allodifizierung (Erblichkeit bürgerlicher Landgüter) allgemein durchzusetzen, was über Umwege von der Böhmischen Hofkanzlei gestattet wurde. Auch im Jahr 1556, wahrscheinlich vor oder mit der Gnadensgeste des Königs, hatte Joachim auf dessen Drängen einen Teil einer Bürgschaft für 16.000 fl. Görlitzer Schulden gegenüber Fabian von Schönaich übernommen. Mit diesem Geld hatte Görlitz einige zunächst verpfändete Dörfer käuflich erworben.
Joachim starb 1565 im Alter von 49 Jahren. Seine Frau Anna war schon 1561 verstorben.

## Wappen
Das 1544 gebesserte Wappen Joachim Frenzels ist geviert. In 1 und 4 gespalten: links (heraldisch vorne) in silber ein schwarzer Hahn und rechts (hinten) in rot ein aufrechter silberner Windhund mit goldenem Halsband. In 2 und 3 auf silber (jeweils) zwei schwarze, übereinandergelegene Sparren. Kleinod: Der Hahn zwischen offenem, jeweils geteiltem Flug, wobei der linke (herald. rechte) Flügel oben silbern und unten rot ist, und der rechte Flügel umgekehrt (oben rot, unten silbern). Helmdecken: rot-silber (links bzw. herald. rechts) und schwarz-silber (rechts).

## Erinnerung
Joachim und Anna erhielten Wandepitaphien in St. Peter und Grabmäler bei St. Nikolai.

## Nachkommen
Anna und Joachim hatten drei Töchter namens Barbara, Corona und Anna und zwei Söhne Peter und Johann.
- Barbara heiratete am 30. Oktober 1559 Paul von Liedlau,[29] der Ehe entstammten 14 Kinder.[30]
- Corona († 22. Juni 1579) heiratete 1561 Nikolaus Rehdigers Sohn Adam von Rehdiger (1533–1595). Adam’s seinem Vater gleichnamiger Bruder war seit Mitte des 16. Jahrhunderts einer derjenigen gewesen, unter denen der ehemals unter Hans Frenzels Obhut stehende ostdeutsche Wollhandel besonders blühte.[31] Adam selbst lebte eher auf Kosten des väterlichen Reichtums.
  - Anna, eine Tochter Coronas heiratete Josef Fürst (1564–1620). 
    - Adam Fürst von Kupferberg (1593–1621) war einer ihrer Söhne.[32]
- Anna vermählte sich 1571 mit Jakob von Schachmann.
  - Carl Adolph Gottlob von Schachmann war ein Nachkomme von Anna und Jakob von Schachmann.[33]
- Johann (auch Hans) heiratete Sophie von Temritz und starb am 4. oder 5. September 1581 kinderlos
- Peter starb im Jahr 1571 als Student in Straßburg.[34][35][36]

Die Frentzel gehörten nach Leonard Dorsts Worten zum Görlitzer Patriziat.
Trotz dem kinderlosen Sterben Joachims Söhne Peter und Johann sind im ältesten Görlitzer Büchsenschützenbuch ein Joachim Frentzel (seit 1565 Schützenältester; ⚭ Elisabeth Willer, verwitwete Beyer; † 22. Oktober 1603) und ein Ambrosius Frenzel (seit 1586 Schützenältester) verzeichnet, letzterer mit dem Wappen der Frenzel von Königshain. Ambrosius war zudem ein als reich bezeichneter Kaufmann, der auch mit Tuchen handelte, 1606 aber bankrottgegangen zu sein scheint. Joachim war der Sohn Franz Schneiders Tochter Katharina und Hans Frenzels Bruder Peter.